# Coppa Davis 2012 Zona Americana Gruppo III
Il Gruppo III della Zona Americana (Americas Zone) è il terzo e penultimo livello di competizione della zona Americana, una delle tre divisioni zonali della Coppa Davis 2012.

## Nazioni partecipanti
- Aruba
- Bahamas
- Costa Rica
- Giamaica
- Guatemala
- Haiti
- Honduras
- Isole Vergini Americane
- Panama
- Trinidad e Tobago

## Formula
Le dieci nazioni partecipanti vengono suddivise in due gironi 5 squadre ciascuno, in cui ciascuna squadra affronta le altre incluse nel proprio girone (Pool). Le prime due in classifica di ciascun girone si qualificano alle semifinali, dove la prima di un girone affronta la seconda dell'altro. Le due nazioni vincenti vengono promosse al Gruppo II, pertanto non si disputa alcuna finale.

A partire dall'edizione 2012, il Gruppo IV viene fuso con il Gruppo III che diventa così l'ultimo livello di competizione, cosicché non vi sono retrocessioni.
|   | Pool A                  | Guatemala (bandiera) | Haiti (bandiera) | Trinidad e Tobago (bandiera) | Honduras (bandiera) | Aruba (bandiera) |   |                               | Pool B | Bahamas (bandiera) | Costa Rica (bandiera) | Giamaica (bandiera) | Panama (bandiera) | Isole Vergini Americane (bandiera) |
| 1 | Guatemala (4-0)         |                      | 2-1              | 3-0                          | 3-0                 | 3-0              | 1 | Bahamas (3-1)                 |        | 3-0                | 1-2                   | 3-0                 | 3-0               |                                    |
| 2 | Haiti (3-1)             | 1-2                  |                  | 3-0                          | 3-0                 | 3-0              | 2 | Costa Rica (3-1)              | 0-3    |                    | 2-1                   | 3-0                 | 3-0               |                                    |
| 3 | Trinidad e Tobago (2-2) | 0-3                  | 0-3              |                              | 2-1                 | 3-0              | 3 | Giamaica (3-1)                | 2-1    | 1-2                |                       | 2-1                 | 3-0               |                                    |
| 4 | Honduras (1-3)          | 0-3                  | 0-3              | 1-2                          |                     | 2-1              | 4 | Panama (1-3)                  | 0-3    | 0-3                | 1-2                   |                     | 3-0               |                                    |
| 5 | Aruba (0-4)             | 0-3                  | 0-3              | 0-3                          | 1-2                 |                  | 5 | Isole Vergini Americane (0-4) | 0-3    | 0-3                | 0-3                   | 0-3                 |                   |                                    |

## Dettagli
- Sede: Shaw Park Tennis Facility, Tobago, Trinidad e Tobago (cemento outdoor)
- Periodo: 18-23 giugno 2012
- Orario d'inizio: 10.00
- Prezzo biglietti: entrata libera

## Turno preliminare

### Pool A
18 giugno 2012
- Guatemala- Haiti: 2-1
  - Uriguen (GUA) - Austin (HAI) 2-6, 6-3, 3-6
  - Díaz-Figueroa (GUA) - Sajous (HAI) 6-4, 3-6, 6-2
  - Díaz-Figueroa/Uriguen (GUA) - Allen/Austin (HAI) 7-5, 7-5

- Trinidad e Tobago- Aruba: 3-0
  - Gomez (TRI) - G. Hodgson (ARU) 7-5, 7–6(6)
  - Williams (TRI) - I. Hodgson (ARU) 6-3, 6-2
  - De Caires/Wilson (TRI) - De Jong/G. Hodgson (ARU) 6-4, 4-6, 6-4

19 giugno 2012
- Aruba- Honduras: 1-2
  - G. Hodgson (ARU) - Obando (HON) 7-5, 4-6, 6-3
  - I. Hodgson (ARU) - Pineda (HON) 5-7, 2-6
  - De Jong/G. Hodgson (ARU) - Osorio/Turcios (HON) 5-7, 6-2, 3-6

- Trinidad e Tobago- Guatemala: 0-3
  - Gomez (TRI) - Uriguen (GUA) 2-6, 0-6
  - Williams (TRI) - Díaz-Figueroa (GUA) 3-6, 1-6
  - De Caires/Wilson (TRI) - González/Vidal (GUA) 3-6, 2-6

20 giugno 2012
- Aruba- Haiti: 0-3
  - G. Hodgson (ARU) - Austin (HAI) 2-6, 1-6
  - I. Hodgson (ARU) - Sajous (HAI) 3-6, 6-3, 1-6
  - De Jong/G. Hodgson (ARU) - Allen/Sajous (HAI) 4-6, 4-6

- Trinidad e Tobago- Honduras: 2-1
  - Gomez (TRI) - Obando (HON) 4-6, 2-6
  - Wilson (TRI) - Pineda (HON) 6-3, 6-2
  - Gomez/Williams (TRI) - Osorio/Turcios (HON) 6-4, 6-2

21 giugno 2012
- Guatemala- Honduras: 3-0
  - Uriguen (GUA) - Turcios  (HON) 6-0, 7-5
  - Díaz-Figueroa (GUA) - Obando (HON) 6-1, 6-2
  - González/Vidal (GUA) - Osorio/Pineda (HON) 6-1, 6-2

- Trinidad e Tobago- Haiti: 0-3
  - Williams (TRI) - Austin (HAI) 3-6, 4-6
  - Wilson (TRI) - Sajous (HAI) 2-6, 1-6
  - Gomez/Williams (TRI) - Allen/Sajous (HAI) 2-6, 1-6

22 giugno 2012
- Guatemala- Aruba: 3-0
  - Vidal (GUA) - G. Hodgson (ARU) 6-4, 6-4
  - Díaz-Figueroa (GUA) - I. Hodgson (ARU) 6-0, 6-1
  - González/Uriguen (GUA) - De Jong/I. Hodgson (ARU) 6-1, 6-2

- Haiti- Honduras: 3-0
  - Austin (TRI) - Osorio (HON) 6-3, 6-4
  - Sajous (TRI) - Obando (HON) 6-0, 6-0
  - Austin/Coles (TRI) - Pineda/Turcios (HON) 6-2, 7-5

### Pool B
18 giugno 2012
- Bahamas- Isole Vergini Americane: 3-0
  - Carey (BAH) - Elien (IVA)  6-2, 6-4
  - Rolle (BAH) - Oldfield (IVA) 6-3, 6-2
  - Carey/Rolle (BAH) - Bass/Plaskett (IVA) 6-1, 6-4

- Costa Rica- Giamaica: 2-1
  - Núñez (CRC) - Do. Pagon (JAM) 6-4, 7-5
  - Roca (CRC) - Burke (JAM) 6-3, 6-2
  - Núñez/Roca (CRC) - Burke/Do. Pagon (JAM) 0-6, 2-6

19 giugno 2012
- Bahamas- Panama: 3-0
  - Carey (BAH) - Espinoza (PAN) 7–6(3), 6-1
  - Rolle (BAH) - García (PAN) 6-1, 6-0
  - Carey/Major (BAH) - Fuentes/García (PAN) 6-3, 6-4

- Costa Rica- Isole Vergini Americane: 3-0
  - Núñez (CRC) - Bass (IVA) 6-3, 6-2
  - Roca (CRC) - Oldfield (IVA) 6-3, 6-0
  - Feoli/Reifer (CRC) - Bass/Plaskett (IVA) 6-2, 6-1

20 giugno 2012
- Bahamas- Giamaica: 1-2
  - Carey  (BAH) - Do. Pagon (JAM) 3-6, 6-1, 6(5)–7
  - Rolle (BAH) - Burke (JAM) 6-3, 7-5
  - Carey/Rolle (BAH) - Burke/Do. Pagon (JAM) 3-6, 6-1, 3-6

- Panama- Isole Vergini Americane: 3-0
  - Espinoza (PAN) - Bass (IVA) 6-4, 6-2
  - García (PAN) - Oldfield (IVA) 4-6, 6-2, 6-3
  - Espinoza/Fuentes (PAN) - Elien/Plaskett (IVA) 7–6(4), 6-2

21 giugno 2012
- Costa Rica- Panama: 3-0
  - Núñez (CRC) - Espinoza (PAN) 6-3, 6-1
  - Roca (CRC) - García (PAN) 6-4, 7-5
  - Feoli/Reifer (CRC) - Espinoza/Gómez (PAN) 2-6, 6-4, 6-4

- Giamaica- Isole Vergini Americane: 3-0
  - Do. Pagon (JAM) - Bass (IVA) 6-0, 6-1
  - Burke (JAM) - Oldfield (IVA) 3-6, 6-4, 6-2
  - Do. Pagon/Dw. Pagon (JAM) - Elien/Plaskett (IVA) 7–6(3), 6-0

22 giugno 2012
- Costa Rica- Bahamas: 0-3
  - Núñez (CRC) - Carey (BAH) 4-6, 6-3, 3-6
  - Roca (CRC) - Rolle (BAH) 1-6, 2-6
  - Núñez/Roca (CRC) - Carey/Rolle (BAH) 0-6, 2-6

- Giamaica- Panama: 2-1
  - Do. Pagon (JAM) - Espinoza (PAN) 4-6, 3-6
  - Burke (JAM) - García (PAN) 6-2, 7–6(3)
  - Burke/Do. Pagon (JAM) - Espinoza/Fuentes (PAN) 6-1, 6-2

## Spareggi promozione
| Guatemala 2 | Shaw Park Tennis Facility, Trinidad e Tobago 23 giugno 2012 Cemento outdoor | Shaw Park Tennis Facility, Trinidad e Tobago 23 giugno 2012 Cemento outdoor | Costa Rica 0 |     |   |             |
| \| \| \| \| 1 \| 2 \| 3 \| \| \| - \| \| ---------------------------------------------------------------- \| --- \| --- \| - \| ----------- \| \| 1 \| \| Julen Uriguen Pablo Núñez \| 6 3 \| 6 1 \| \| \| \| 2 \| \| Christopher Díaz-Figueroa Ignaci Roca \| 6 2 \| 6 1 \| \| \| \| 3 \| \| Wilfredo González / Sebastien Vidal Maurizio Feoli / Ignaci Roca \| \| \| \| non giocato \| |                                                                             |                                                                             |              |     |   |             |
| |                                                                             |                                                                             | 1            | 2   | 3 |             |
| 1 | Guatemala (bandiera) · Costa Rica (bandiera)                                | Julen Uriguen Pablo Núñez                                                   | 6 3          | 6 1 |   |             |
| 2 | Guatemala (bandiera) · Costa Rica (bandiera)                                | Christopher Díaz-Figueroa Ignaci Roca                                       | 6 2          | 6 1 |   |             |
| 3 | Guatemala (bandiera) · Costa Rica (bandiera)                                | Wilfredo González / Sebastien Vidal Maurizio Feoli / Ignaci Roca            |              |     |   | non giocato |

| Haiti 2 | Shaw Park Tennis Facility, Trinidad e Tobago 23 giugno 2012 Cemento outdoor | Shaw Park Tennis Facility, Trinidad e Tobago 23 giugno 2012 Cemento outdoor | Bahamas 0 |     |   |             |
| \| \| \| \| 1 \| 2 \| 3 \| \| \| - \| \| ------------------------------------------------------- \| --- \| --- \| - \| ----------- \| \| 1 \| \| Gonzales Austin Rodney Carey \| 6 3 \| 6 0 \| \| \| \| 2 \| \| Olivier Sajous Marvin Rolle \| 6 1 \| 7 5 \| \| \| \| 3 \| \| Joel Allen / Olivier Sajous Rodney Carey / Marvin Rolle \| \| \| \| non giocato \| |                                                                             |                                                                             |           |     |   |             |
| |                                                                             |                                                                             | 1         | 2   | 3 |             |
| 1 | Haiti (bandiera) · Bahamas (bandiera)                                       | Gonzales Austin Rodney Carey                                                | 6 3       | 6 0 |   |             |
| 2 | Haiti (bandiera) · Bahamas (bandiera)                                       | Olivier Sajous Marvin Rolle                                                 | 6 1       | 7 5 |   |             |
| 3 | Haiti (bandiera) · Bahamas (bandiera)                                       | Joel Allen / Olivier Sajous Rodney Carey / Marvin Rolle                     |           |     |   | non giocato |

## Verdetti
- Promosse al Gruppo II nel 2013:  Guatemala -  Haiti